# Koeanda (plaats)
Koeanda (Russisch: Куанда, Jakoets voor "ontmoetingsplaats", van het Evenkse woord konda) is een posjolok (dorp) en selskoje poselenieje in het westen van het district Kalar in het noorden van de Russische kraj Transbaikal. De plaats telde bijna 1700 inwoners bij de volkstelling van 2010.
Het dorp heeft een spoorwegstation aan de Spoorlijn Baikal-Amoer (BAM). De bevolking is sinds de val van de Sovjet-Unie sterk gedaald.
Tot de selskoje poselenieje behoort ook het dorpje Neljaty. Vroeger behoorde ook het dorp Sjoelban ertoe, maar dit werd in 1991 afgebroken, al is het spoorstation aldaar blijven bestaan.

## Geografie
Koeanda ligt in het oosten van de intermontane Moeja-Koeandalaagte op de linkeroever van de gelijknamige rivier Koeanda (Konda) en op 149 kilometer ten westen van het dorp Tsjara.
Het dorp bestaat vooral uit plattenbauflats van twee, drie of vijf verdiepingen met daarnaast een aantal eengezinswoningen. In het dorp staat een middelbare internaatschool, waar kinderen uit de dorpen Sredny Kalar, Tsjapo-Ologo, Neljaty en Kjoest-Kemda onderwijs krijgen. Daarnaast heeft het dorp een bibliotheek, postkantoor, kunstschool, een afdeling van het heemkundig en toeristisch museum van Novaja Tsjara en een polikliniek.
De bewoners zijn vooral actief bij de spoorwegen of in de bosbouw.
Ten oosten van de plaats lag de ongeveer 560 meter lange Koeandabrug (de 'reserveautobrug'), een tijdelijk bedoelde en zwaar vervallen autobrug uit begin jaren 1980, die in 2018 buiten gebruik gesteld werd.

## Geschiedenis
In december 1980 werd door een detachement arbeiders van de BAMStroj ("BAM-bouwbedrijf") een autowinterweg aan van Tsjara naar het nog te bouwen station Koeanda aangelegd, waarbij ook de Koeandabrug werd gebouwd over de Koeandarivier.
In januari 1981 volgde een afdeling van de ZapBAMstrojmechanizatsia ("bouwmechanisatiebedrijf van de Westelijke BAM") en de BAMStrjojpoet die begonnen met de bouw van een zogenoemde tijdelijke nederzetting (vachtovy posjolok), waarbij de eerste plattenbauflats, een banya, bakkerij, winkels en kleuterscholen verrezen. In 1982 bouwden medewerkers van de OezBAMStjoj uit de Oezbeekse SSR de eerste schoolgebouwen en de eerste spoorwegfaciliteiten voor het nieuwe station. Twee jaar later werd 40 kilometer oostelijker de 'gouden spijker' geslagen bij Balboechta, waar de westelijke en oostelijke BAM bij elkaar kwamen en de BAM als 'voltooid' werd beschouwd. Ter gelegenheid daarvan werd Koeanda tot "kleine hoofdstad van de BAM" gedoopt en werd er een gedenkteken ('Symbool van Arbeidsglorie') geplaatst.
In 1989 werden zowel het station met bijbehorende locomotiefloods als de bouw van de nederzetting voltooid, zij het dat nog niet de helft van de geplande woningen gebouwd waren.
Na de val van de Sovjet-Unie nam de bevolking in de jaren 1990 snel af tot ruim 1500.

## Bevolkingsontwikkeling
| Demografische ontwikkeling van de plaats tussen 1994 en 2010 |
| ------------------------------------------------------------ |
|                                                              |
| ■ Volkstelling/Encyclopedie                                  |

Bestuurlijk centrum: Novaja Tsjara

Ikabja · Kjoest-Kemda · Koeanda · Neljaty · Oedokan · Tsjapo-Ologo · Tsjara